# Avicenna (cráter)

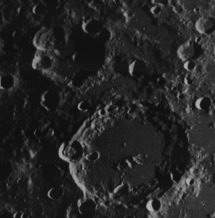
Fotografía de la misión Lunar Orbiter 4.

Avicenna es un cráter de impacto lunar que se encuentra en la cara oculta de la Luna, justo más allá de la extremidad occidental, en el borde norte del cráter Lorentz. Lleva el nombre del médico persa Avicena. Se encuentra al norte-noroeste del cráter de mayor tamaño Nernst, y al sureste de Bragg.
La mitad norte de Avicenna  ha sido borrada por impactos posteriores, que se superponen. El borde sur y el sudeste están desgastados y erosionados, pero el perfil todavía se puede discernir. Hay un pequeño cráter que se sitúa a través del borde meridional, aunque esta formación está igualmente desgastada. Varios cráteres pequeños se encuentran en toda la extensión sur de la planta de Avicenna .

## Cráteres satélite
Por convención estos elementos son identificados en los mapas lunares poniendo la letra en el lado del punto medio del cráter que está más cerca de Avicenna.
|          | \| Avicenna \| Coordenadas \| Diámetro \| \| -------- \| ------------------------------- \| -------- \| \| E \| 40°00′N 91°06′O / 40.0, -91.1 \| 25 km \| \| G \| 39°00′N 92°00′O / 39.0, -92.0 \| 26 km \| \| R \| 38°54′N 100°06′O / 38.9, -100.1 \| 21 km \| |          |
| Avicenna | Coordenadas | Diámetro |
| E        | 40°00′N 91°06′O / 40.0, -91.1 | 25 km    |
| G        | 39°00′N 92°00′O / 39.0, -92.0 | 26 km    |
| R        | 38°54′N 100°06′O / 38.9, -100.1 | 21 km    |